# Francesco Magni
Francesco Magni (Briosco, 22 giugno 1949 – Briosco, 12 gennaio 2021) è stato un cantautore italiano, che ha partecipato al Festival di Sanremo 1980 con la canzone Voglio l'erba voglio vincendo il Premio della Critica.

## Biografia
La sua carriera musicale inizia negli anni settanta del Novecento. La grinta poetica delle sue prime composizioni in insubre cattura l'attenzione di Nanni Svampa, che le incide e le pubblica per la Durium (LP Al dì d'incoeu -1977).
Con Moni Ovadia, talent scout e leader del Gruppo Folk Internazionale produce per l'Ariston Records Il Paese dei bugiardi (1978) e Cocò (1980), moderne favole venate di humor popolare che prendono forma su sfondi ecologici e sociali in cui spicca la presenza, tra gli altri, di astri nascenti come Mario Arcari e Piero Milesi - che lavoreranno poi con Fossati e De André -, Franco Parravicini, Gerardo Cardinale, Vincenzo Zitello e Roberto Mazza, nonché delle voci di Antonella Ruggiero e Alberto Fortis.
Partecipa al Festival di Sanremo 1980, con il brano Voglio l'erba voglio.
Nel frattempo, Magni insegna musica di base nelle scuole elementari e realizza i singoli Dracula-Canzone d'amore nel 1981 e Magnetico Tic nel 1983.
Il Nada Yoga, la via del suono, lo avvicina alla musica indiana. Canta nel tempio di Shirdi Baba in India e realizza il CD Sai Mama (negli studi di Daniele Caldarini e Roberto Colombo). Il CD sarà in seguito pubblicato anche in lingua inglese (Sai Mother).
Con Parravicini vince il Premio Chico Mendes per la canzone ecologica Lambrada, risfoderando la lingua locale. Collabora con i Matia Bazar e riesce a farsi produrre il disco Amami di meno amati di più (1995 Rti Music) da Roberto Colombo.
Nel 2004, affiancato dalle chitarre di Franco Parravicini e tre giovani fiati - la Trilli Band -, ripropone i suoni della Brianza con il CD Scigula con cui si produce in ruvide antiche ballate e strampalati scioglilingua. Scigula ha vinto il premio Noster Cantastorie a Vimercate e il Grammofono d'argento di Oreno. In questo lavoro Francesco ripropone con nuovi arrangiamenti (del prediletto Franco Parravicini) anche alcuni suoi brani storici.
Negli anni 2008/2009 escono Balada del Balabiott e Renzo e Luzia, con i quali, anche attraverso i testi manzoniani del Collina, Magni completa il quadro cromatico dei suoni dialettali. Segue una disagiografia: L'erba voglio era nell'orto (2016) e Maramao (2020), ultimo suo lavoro.
Francesco Magni muore a Briosco il 12 gennaio 2021 all'età di 71 anni.

## Onorificenze
Premio Rosa Camuna (Regione Lombardia, 2020) 

## Discografia parziale

### 33 giri
- 1978: Il paese dei bugiardi, Ariston Records, AR 12344
- 1980: Cocò, Ariston Records, AR 12367
- 1983: Magnetico tic, Martinelli production arr. Radius
- 1995: Amami di meno amati di più, Chakra - Mediaset, Ricordi, CKR4504-2
- 1996: SAI MAMA, High Tide
- 1998: Sai Mother
- 2003: Scigula, Aretè - Brianze
- 2008: Balada del balabiott,  Aretè - Brianze
- 2012: Renzo e Luzia, Menaresta
- 2020: Maramao... non era morto (prodotto dall'autore)

### 45 giri
- 1980: Voglio l'erba voglio / Jebel murra, (Ariston Records, AR 008791)
- 1981: Canzone d'amore, Dracula (Ariston)

## Libri
- 2005: Scigula, Bellavite
- 2016: L'erba voglio era nell'orto. Disagiografia di un cantautore, Bellavite editore